# Symplocos buxifolioides
Symplocos buxifolioides är en tvåhjärtbladig växtart som beskrevs av K.G.Pearce. Symplocos buxifolioides ingår i släktet Symplocos och familjen Symplocaceae. Inga underarter finns listade i Catalogue of Life.